# Legione dei volontari francesi contro il bolscevismo
Legione dei volontari francesi contro il bolscevismo (in francese: Légion des volontaires français contre le bolchévisme, o più semplicemente Légion des volontaires français, LVF) è stato un corpo combattente di volontari francesi formatosi l'8 luglio 1941 con lo scopo di partecipare alla "Crociata contro il bolscevismo" ovvero all'Operazione Barbarossa invadendo l'Unione Sovietica con le armate delle Potenze dell'Asse.

## Arruolamento

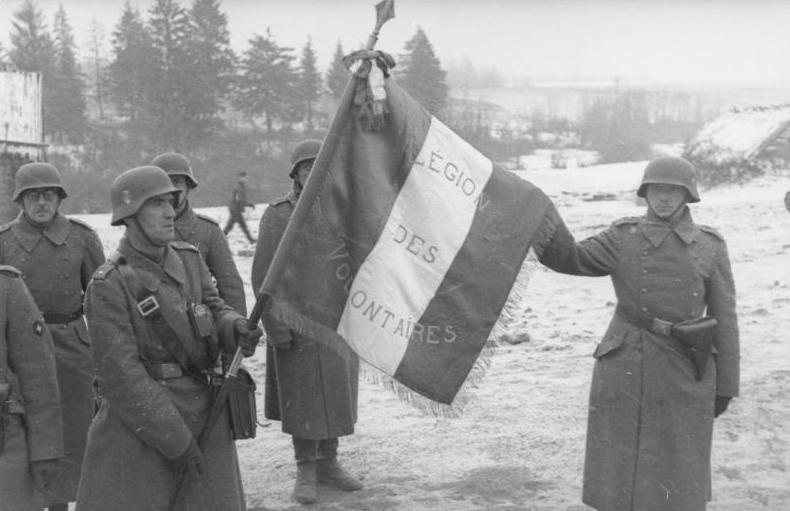
Soldati della LVF sul fronte russo nel novembre 1941.

La legione dei volontari francesi raccolse numerosi volontari affluiti dai vari partiti fascisti francesi: Partito Francista di Marcel Bucard, Raggruppamento Nazional Popolare di Marcel Déat, Partito Popolare Francese di Jacques Doriot, Movimento Sociale Rivoluzionario di Eugène Deloncle, Partito Francese Nazional-Collettivista di Pierre Clémenti e Lega Francese di Pierre Costantini.

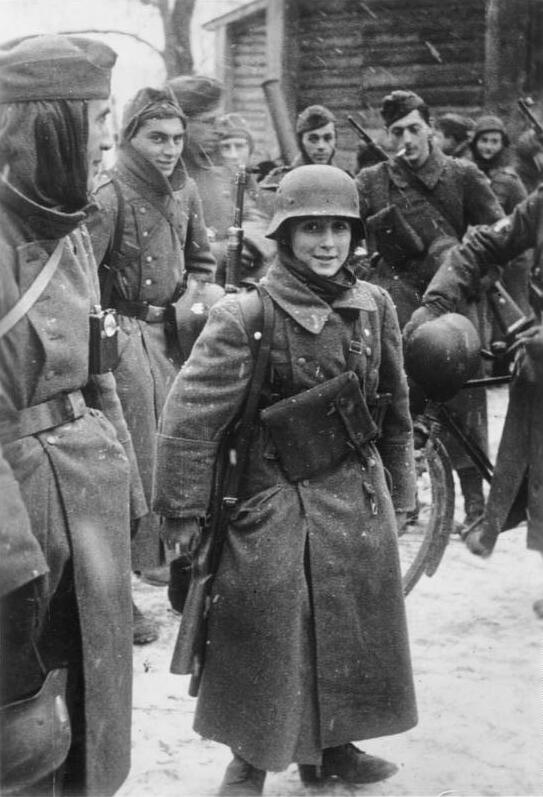
Quindicenne della LVF in Unione Sovietica nel dicembre 1941.

Partirono tutti volontari per la guerra contro l'Unione Sovietica sul Fronte orientale. La Legione di Volontari Francesi (LVF) è stata nota nell'ambito della Wehrmacht come "Reggimento di fanteria 638": Infanterieregiment 638.

## Composizione
La LVF era principalmente costituita da fascisti francesi ed ex prigionieri di guerra che avevano preferito l'arruolamento al lavoro forzato in Germania. Un'altra unità parallela, costituita in Francia, il Reggimento Tricolore, fu assorbita nella LVF sei mesi più tardi.
I suoi comandanti furono: Roger Labonne dall'agosto 1941 al marzo 1942 e Edgar Puaud dal giugno 1943 al 1º settembre 1944.

## Azione
Il reggimento di fanteria francese, composto di 2.452 uomini, fu inizialmente di stanza a Dębica in Polonia per l'addestramento, rimanendovi fino all'ottobre dello stesso anno, quando venne inviato sul fronte orientale aggregato alla 7ª divisione di fanteria germanica.
Proprio su tale fronte, durante l'offensiva invernale sovietica, perse l'intero 2º battaglione. Il nuovo battaglione venne in seguito formato con nuovi volontari, inclusi 200 uomini provenienti dalle colonie, molti dei quali erano arabi provenienti dall'Algeria.
Durante la primavera del 1942, la LVF al fronte fu riorganizzata con solo il 1º e il 3º battaglione, con i restanti effettivi aggregati alla 286ª divisione tedesca di sicurezza per la lotta anti-partigiana nelle retrovie.
Nel giugno 1943 i due battaglioni indipendenti furono di nuovo uniti in un unico reggimento che continuò la lotta contro i partigiani sovietici nell'Ucraina.
Il 1º settembre 1944 la LVF venne ufficialmente sciolta e si fuse con la Milice française per formare la Divisione SS Charlemagne, composta interamente da francofoni: questa divisione inflisse molte perdite ai sovietici, tra mezzi cingolati e soldati, nella battaglia di Berlino.

## Uniforme
I volontari francesi indossavano uniformi tedesche. Come gli altri volontari stranieri, i francesi furono autorizzati a esibire uno scudetto con i colori della propria bandiera nazionale sulla manica destra e sull'elmetto.

## Galleria fotografica (fronte russo)

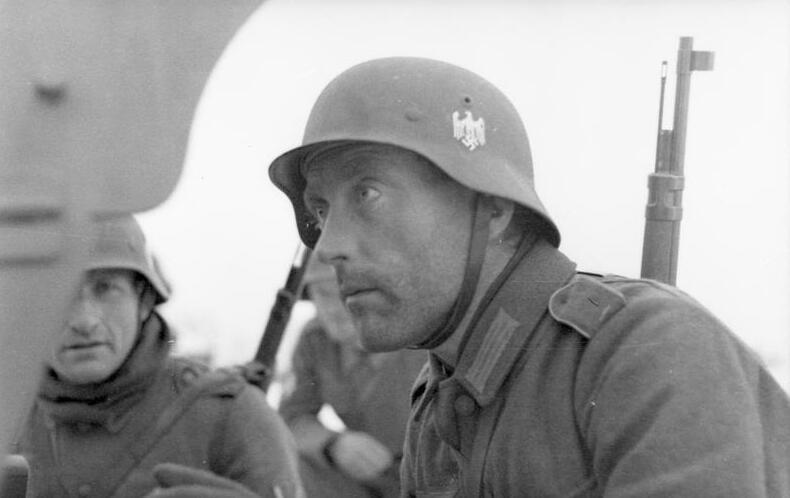
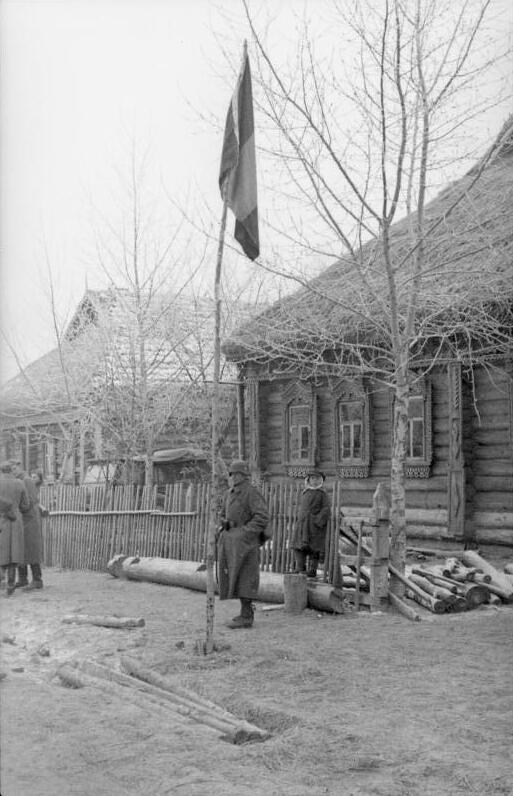
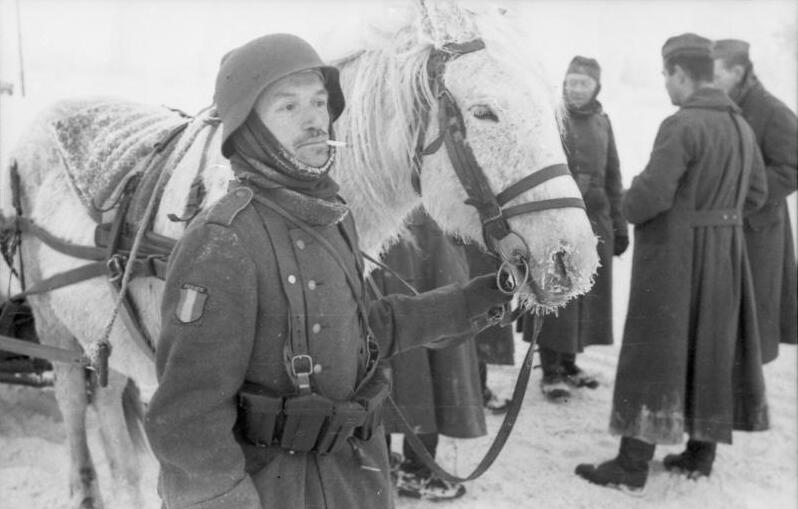
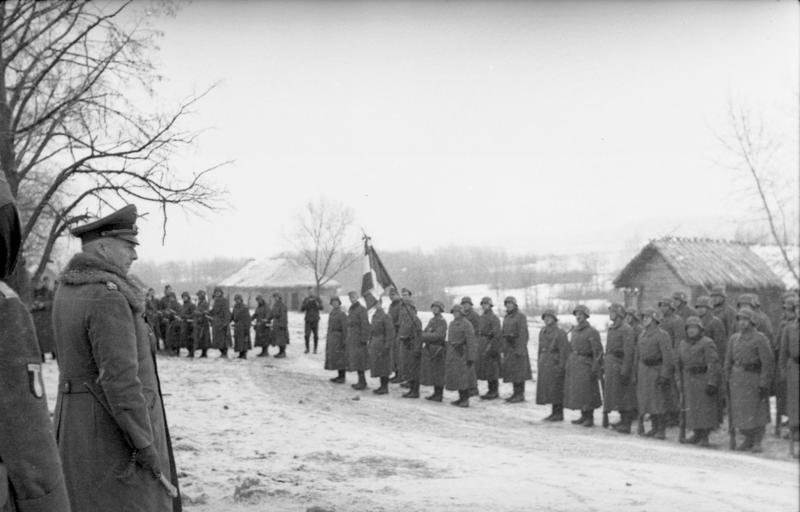
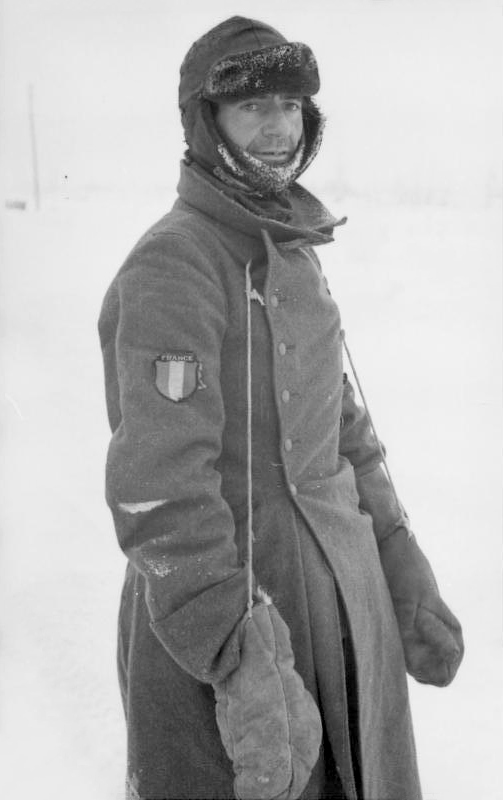